# Litophasia
Litophasia – rodzaj muchówek z rodziny rączycowatych (Tachinidae),

## Wybrane gatunki
- L. hyalipennis (Fallén, 1815[2][1]
- L. sulcifacies Dear, 1980[3]